# سوسک سنگی مورچه‌ای
سوسک‌های سنگی مورچه‌ای (نام علمی: Scydmaenidae) نام یک تیره از زیرراسته سوسک‌های همه‌چیزخوار است.